# Phaloria chopardi
Phaloria chopardi är en insektsart som först beskrevs av Willemse, C. 1925.  Phaloria chopardi ingår i släktet Phaloria och familjen syrsor. Inga underarter finns listade i Catalogue of Life.